# IBLJ
株式会社IBLJ（IBLJ Inc.）は、プロ野球独立リーグの四国アイランドリーグplusを運営する企業である。
IBLJとはIndependent Baseball League of Japanの略。この言葉を日本語に直すと「日本独立野球リーグ」となるが、江本孟紀らが発足を企図していた日本独立リーグとは関係がない。
リーグ発足の2005年までは、すべてのチーム、首脳陣、選手がIBLJの下にあり、IBLJが選手の配分等を決めていたが、2006年シーズンからは各チームを独立した法人（社名は○○（チーム名）球団株式会社。例：香川オリーブガイナーズ球団株式会社）とし、独立採算制を採るようになった。

## 沿革
2004年に元プロ野球選手の石毛宏典によって設立された。リーグ発足後、経営難の際に支援を行った出資者側に運営の主導権が移り、2007年3月に石毛は社長を退任してコミッショナーに就任、出資者の一人である鍵山誠が社長となった。さらに同年12月末のコミッショナー契約満了をもって石毛はコミッショナーを退任し、自らが創設したリーグ全体の運営からは完全に離れた。ただし石毛は現在も株主である。
- 2004年4月23日 - 設立。当時は東京都目黒区に所在していた。
- 2005年6月1日 - 高松市扇町に運営事務局を移転。
- 2006年8月1日 - 登記上本店も高松市に移転。
- 2007年3月10日 - 石毛宏典が社長を退任し、コミッショナー専任となる。かわって専務の鍵山誠が社長就任。
- 2007年12月31日 - 契約満了に伴い、石毛宏典がコミッショナーを退任。
- 2008年4月1日 - 本社を丸亀町（旧富士銀行高松支店跡[3]）に移転。
- 2010年2月26日 - 本社を常磐町一丁目に移転。
- 2013年1月21日 - 本社を香西東町に移転。
- 2016年4月1日 - 鍵山誠が代表取締役を退任し、後任に森本美行が就任[4]。
- 2017年2月15日 - 本社を大工町に移転。
- 2017年3月24日 - 森本美行が会長に就任し、代表取締役社長には非常勤取締役だった中村俊洋が新たに就任[5]。
- 2018年3月27日 - 会長の森本美行と社長の中村俊洋がともに退任し、監査役だった小崎貴紀の社長就任を発表（役職異動は15日付。会長職は空席となる）[6]。
- 2019年3月20日 - 代表取締役社長の小崎貴紀が代表取締役会長に、取締役だった坂口裕昭が代表取締役社長に就任[7]。
- 2019年9月19日 - 小崎貴紀が取締役名誉会長、坂口裕昭が取締役会長に異動となるとともに、代表取締役社長に馬郡健の就任が決定する（就任はいずれも11月1日付）[8]。
- 2020年3月18日 - 坂口が退任し、小崎が取締役会長（代表権はない）に復帰した[9]。
- 2020年8月7日 - 本社を高松市鍛冶屋町に移転することを発表[10]。

## 3人制バスケットボール参入構想
2018年3月27日、アイランドリーグ4球団と同名のチームを発足させて、2018年の徳島を皮切りに順次参入することを発表した。 

## 株主
- セイア
- 石毛宏典
- S.R.D
- データスタジアム
- 星企画
- フラワーマウンテン
- セーラー広告
- 帝國製薬
- 松浦開発興行
- 四国電力
- 四国旅客鉄道
- 岡山放送
- ユーセイ・ホールディングス